# Ludo (gioco)
Ludo (dal latino ludus, "gioco") è un popolare gioco da tavolo di percorso, una variante moderna e semplificata dell'indiano Pachisi. Fu pubblicato per la prima volta nel 1896 dalla casa editrice John Jaques & Son di Londra, a cui si devono numerosi altri "classici", fra cui il gioco delle pulci e scale e serpenti. Ne esiste una variante, in Italia denominata Non t'arrabbiare, che ammette fino a sei giocatori.

## Tavoliere e regole

### Tavoliere

Tavoliere del Ludo

Il tavoliere è formato da quattro caselle agli angoli, chiamate le caselle base, e da un percorso centrale che segue i bordi di una croce e termina al centro in un'altra grande casella. In ciascuno dei bracci della croce è presente anche un percorso di 6 caselle, che inizia da una casella speciale, la casella di partenza, situata sul bordo della croce, e prosegue fino a una casella centrale (la casella di arrivo). A ogni giocatore vengono assegnati una colonna e un insieme di pedine (in genere quattro).
Le pedine e le colonne dei diversi giocatori sono contraddistinti da diversi colori: di solito il rosso, il verde, il giallo e il blu.
Le pedine entrano nel tavoliere a partire dalla casella di partenza e devono percorrere l'intero tabellone; tornati alla casella di partenza, imboccheranno il percorso verso la casella di arrivo.

### Regole
Inizialmente ciascun giocatore mette le sue pedine nella propria casella base. Lo scopo del gioco è di far entrare tutte le proprie pedine nel percorso e, dopo un intero giro, farle arrivare al centro prima degli avversari.
Per far entrare in gioco una pedina bisogna che al tiro dei dadi esca un 6.
A turno, i giocatori lanciano un dado e spostano le loro pedine a seconda del numero uscito. Per ogni lancio di dado si può spostare una sola pedina.
Se il giocatore di turno ottiene 6 con il dado, ha diritto a giocare nuovamente. Inoltre, può scegliere se spostare di 6 caselle una pedina già in gioco oppure fare entrare una nuova pedina. Se una pedina termina il proprio movimento su una casella occupata da una pedina avversaria, quest'ultima torna alla propria casella base da cui potrà uscire nuovamente solo con un 6 del dado.
Quando invece una pedina raggiunge una casella occupata da una pedina dello stesso colore, le due pedine si "sovrappongono" e proseguono la corsa assieme: da questo momento le due (o più) pedine non possono essere sorpassate da pedine avversarie e non possono neppure essere rimandate alla base.
Se un giocatore non può fare una mossa valida, passa il turno.
Quando una pedina ha completato il giro del tavoliere, dalla casella iniziale procede nella colonna finale che conduce alla casella di arrivo. Da questo momento la pedina può essere mossa solo facendo il numero esatto che la porta nella casella di arrivo e non può saltare le altre pedine.
Vince il giocatore che per primo completa il percorso con tutte le sue pedine.
Per velocizzare il gioco può essere utile mettere in gioco la pedina quando esce un numero pari.
Esistono due versioni del percorso: in una di queste la casella di partenza è posta fuori dal circuito; in questo caso quando un giocatore vi pone la propria pedina, la deve spostare al suo primo lancio utile.
Variante con muro:
Un muro si forma quando due i più pedine dello stesso colore occupano lo stesso spazio nel circuito, eccetto che nella colonna finale. 
Il muro è una barriera per tutte le pedine, sia alle proprie, sia a quelle degli avversari.
Per una propria pedina l'unico modo per superarli è capitarci sopra con un tiro esatto; nel turno successivo, si potrà far avanzare una propria pedina del muro.
Quando una pedina di un giocatore termina il movimento su una casella occupata da un muro avversario, il muro viene abbattuto e tutte le pedine vengono riportate nelle rispettive basi.
Le pedine del muro possono essere spostate singolarmente.